# Raphitoma papillosa
Raphitoma papillosa é uma espécie de gastrópode do gênero Raphitoma, pertencente a família Raphitomidae.